# روبرت دينو
روبرت دينو (بالإيطالية: Robert Dinu)‏ هو لاعب كرة الماء إيطالي وروماني، ولد في 4 يناير 1974 في بوخارست في رومانيا.

## وصلات خارجية
- روبرت دينو على موقع الاتحاد الدولي للسباحة (الإنجليزية)
- روبرت دينو على موقع أوليمبيديا (الإنجليزية)